# Каюмов, Салим
Салим Каюмов — советский хозяйственный деятель, Герой Социалистического Труда.

## Биография
Родился в 1900 году в Катта-Курганском уезде Самаркандской области Туркестанского края. Член КПСС.
В 1912—1927 гг. — крестьянин, батрак, издольщик в Катта-Курганском уезде.
В 1927—1967 гг. — участник товарищества по обработке земли, колхозник, звеньевой полеводческого звена колхоза имени Ахунбабаева Нарпайского района Самаркандской области Узбекской ССР.
Указом Президиума Верховного Совета СССР от 12 июля 1950 года присвоено звание Героя Социалистического Труда с вручением ордена Ленина и золотой медали «Серп и Молот».
Умер после 1967 года в Самаркандской области.

## Награды и звания
- Герой Социалистического Труда (12.07.1950)
- Орден Ленина (23.01.1946, 19.03.1947, 12.07.1950)
- Орден Трудового Красного Знамени (25.12.1944)